# Hotel Diablo
Hotel Diablo — четвёртый студийный альбом американского рэпера Machine Gun Kelly, выпущенный 5 июля 2019 года на лейблах Bad Boy Records и Interscope Records.
| Оценки критиков | Оценки критиков |
| Источник        | Оценка          |
| --------------- | --------------- |
| AllMusic        | [ 3 ]           |
| Digital Journal | A               |
| HipHopDX        | 4/5             |
| NME             | [ 6 ]           |

Альбом дебютировал под номером пять в американском чарте Billboard 200. Hotel Diablo получил в целом положительные отзывы. Он также содержит отсылки на других исполнителей, таких как Мак Миллер, Lil Peep, Нипси Хассл и Честер Беннингтон.

## Синглы
Первый сингл «Hollywood Whore», выпущенный 17 мая 2019 года. Музыкальное видео, снятое Джорданом Вози, было выпущено 29 мая 2019 года. Лирический контент песен описывает музыкальную индустрию и то, как она может манипулировать художниками.
Второй сингл «el Diablo» был выпущен 31 мая 2019 года. Музыкальное видео, снятое Snuffy.NYC & Jimmy Regular, было выпущено 25 июля 2019 года. Песня — это упоминание всех людей, которые думали, что карьера MGK «рушится» из-за вражды между MGK и Эминемом. Он также выражает свои мысли о людях, которые, по мнению MGK, «взяли кредит и стали знаменитыми».
Третий сингл «I Think I’m Okay» был выпущен 7 июня 2019 года. Machine Gun Kelly выпустил песню с Трэвисом Баркером и Yungblud. Музыкальный клип, снятый Эндрю Сэндлером, был выпущен 14 июня 2019 года.
Четвертый сингл «Glass House» был выпущен 5 июля 2019 года. На вокале в нем Naomi Wild. Его лирические темы раскрывают умственную борьбу и проблемы с наркотиками, а также то, что они «одни в стеклянном доме».

## Критика
Альбом получил в основном положительные отзывы. Маркос Пападатос из канадской службы интернет-новостей Digital Journal высоко оценил тексты песен и общее звучание и настроение альбома. Он написал: В целом, Machine Gun Kelly выпустил солидный новый альбом Hotel Diablo. Она демонстрирует его зрелость и рост как певца, автора песен и музыканта. Пападатос заключил: Самое впечатляющее в Machine Gun Kelly то, что ту же энергию, которую он излучает на этом альбоме, он демонстрирует на сцене в живой обстановке, что невероятно. Он дал альбому оценку А.
Джереми Маркус из Cornell Daily Sun дал альбому положительный отзыв, а также заявил, что альбом является мощным преемником предыдущего. Он писал: Помимо улучшения в написании текстов, альбом просто гораздо приятнее слушать.
Отрицательный отзыв написал Дхрува Балрама из NME, который сказал, что несмотря на мощь материала, лирика проекта кажется апатичной. В то время как его современники создают новые звуки и прокладывают новые пути, Machine Gun Kelly придерживается проверенной формулы, которая, в конечном счете, кажется пресной. Временами кажется, что он застрял в 2012 году.

## Список композиций
Информация взята из Apple Music и Tidal.
| №                   | Название                                        | Автор(ы)                                                                                             | Продюсеры                                                      | Длительность |
| ------------------- | ----------------------------------------------- | --- | -------------------------------------------------------------- | ------------ |
| 1.                  | «Sex Drive»                                     | Colson Baker Mark Foster Brandon Allen Stephen Basil                                                 | Foster BazeXX SlimmXX                                          | 2:03         |
| 2.                  | «el Diablo»                                     | Baker Ronald Spencer                                                                                 | Ronny J                                                        | 2:26         |
| 3.                  | «Hollywood Whore»                               | Baker Allen Basil Rami Edaeh John Cappelletty                                                        | BazeXX SlimmXX Ramii                                           | 3:23         |
| 4.                  | «Glass House» (при участии Naomi Wild)          | Baker India Quateman Rory Andrew Alexander Lustig Allen                                              | Lustig Andrew SlimmXX                                          | 3:21         |
| 5.                  | «Burning Memories» (при участии Lil Skies)      | Baker Kimetrius Foose Allen Basil Earl Johnson Lustig John Stary Olivia Marsico                      | Lustig BazeXX JP Did This 1 SlimmXX                            | 3:36         |
| 6.                  | «A Message from the Count»                      | Baker Pete Davidson                                                                                  |                                                                | 0:37         |
| 7.                  | «Floor 13»                                      | Baker Allen Johnson Chris Malloy Jr. Basil                                                           | SlimmXX BazeXX Big Duke JP Did This 1                          | 3:14         |
| 8.                  | «Roulette»                                      | Baker Jacob Troth William Lobban-Bean                                                                | Cook Classics Jacob Troth                                      | 3:02         |
| 9.                  | «Truck Norris Interlude»                        | B. Allen Chris Malloy Jr. Eric Allen Basil                                                           | BazeXX Dontmindifiduke JP Did This 1 SlimmXX                   | 0:52         |
| 10.                 | «Death in My Pocket»                            | Baker Allen Andrew Basil                                                                             | BazeXX Andrew SlimmXX                                          | 2:59         |
| 11.                 | «Candy» (при участии Trippie Redd)              | Baker Micheal White Anton Göransson Thomas Brown Charles Anderson Issabella Sjöstrand Michael Foster | Anton Göransson Tommy "TBHITS" Brown                           | 2:36         |
| 12.                 | «Waste Love» (при участии Madison Love)         | Baker Troth Madison Love Lobban-Bean                                                                 | Cook Classics                                                  | 3:16         |
| 13.                 | «5:3666» (при участии Phem)                     | Baker Allen Lustig Liv Marsico                                                                       | Lustig SlimmXX                                                 | 3:14         |
| 14.                 | «I Think I'm Okay» (с Yungblud и Travis Barker) | Baker Dominic Harrison Travis Barker Allen Nick Long Andrew Quateman                                 | BazeXX Machine Gun Kelly Nick Long Andrew SlimmXX Zakk Cervini | 2:49         |
| Общая длительность: | Общая длительность:                             | Общая длительность:                                                                                  | Общая длительность:                                            | 37:28        |

## Чарты
| Чарт (2019)                            | Высшая позиция |
| -------------------------------------- | -------------- |
| Австралия (ARIA)                       | 26             |
| Австрия (Ö3 Austria)                   | 37             |
| Бельгия/Фландрия (Ultratop)            | 83             |
| Канада (Canadian Albums Chart)         | 6              |
| Чехия (ČNS IFPI)                       | 17             |
| Нидерланды (Album Top 100)             | 30             |
| Финляндия (Suomen virallinen lista)    | 31             |
| Германия (Offizielle Top 100)          | 75             |
| Ирландия (IRMA)                        | 54             |
| Италия (Classifica album)              | 96             |
| Latvian Albums (LAIPA)                 | 7              |
| Lithuanian Albums (AGATA)              | 9              |
| Новая Зеландия (RMNZ)                  | 23             |
| Норвегия (VG-lista)                    | 22             |
| Шотландия (Scottish Albums Chart)      | 80             |
| Швеция (Sverigetopplistan)             | 55             |
| Швейцария (Schweizer Hitparade)        | 36             |
| Великобритания (UK Albums Chart)       | 43             |
| США (Billboard 200)                    | 5              |
| США (Billboard Top R&B/Hip-Hop Albums) | 4              |